# Acantholippia trifida
Acantholippia trifida là một loài thực vật có hoa trong họ Cỏ roi ngựa. Loài này được (Gay) Moldenke mô tả khoa học đầu tiên năm 1940.